# Mareau-aux-Bois
Mareau-aux-Bois är en kommun i departementet Loiret i regionen Centre-Val de Loire strax norr Frankrikes mitt. Kommunen ligger i kantonen Pithiviers som tillhör arrondissementet Pithiviers. År 2022 hade Mareau-aux-Bois 565 invånare.

## Befolkningsutveckling
Antalet invånare i kommunen Mareau-aux-Bois
| Referens: INSEE |